# هنريك كوكيير
هنريك كوكيير (بالبولندية: Henryk Kukier)‏ (مواليد 1 يناير 1930) هو ملاكم بولندي، مثّل بلاده في الألعاب الأولمبية الصيفية في دورات 1952 و1956 و1960.

## روابط خارجية
- هنريك كوكيير على موقع أوليمبيديا (الإنجليزية)
- هنريك كوكيير على موقع اللجنة الأولمبية البولندية (مؤرشف) (البولندية)